# التقسيم الإداري في إثيوبيا

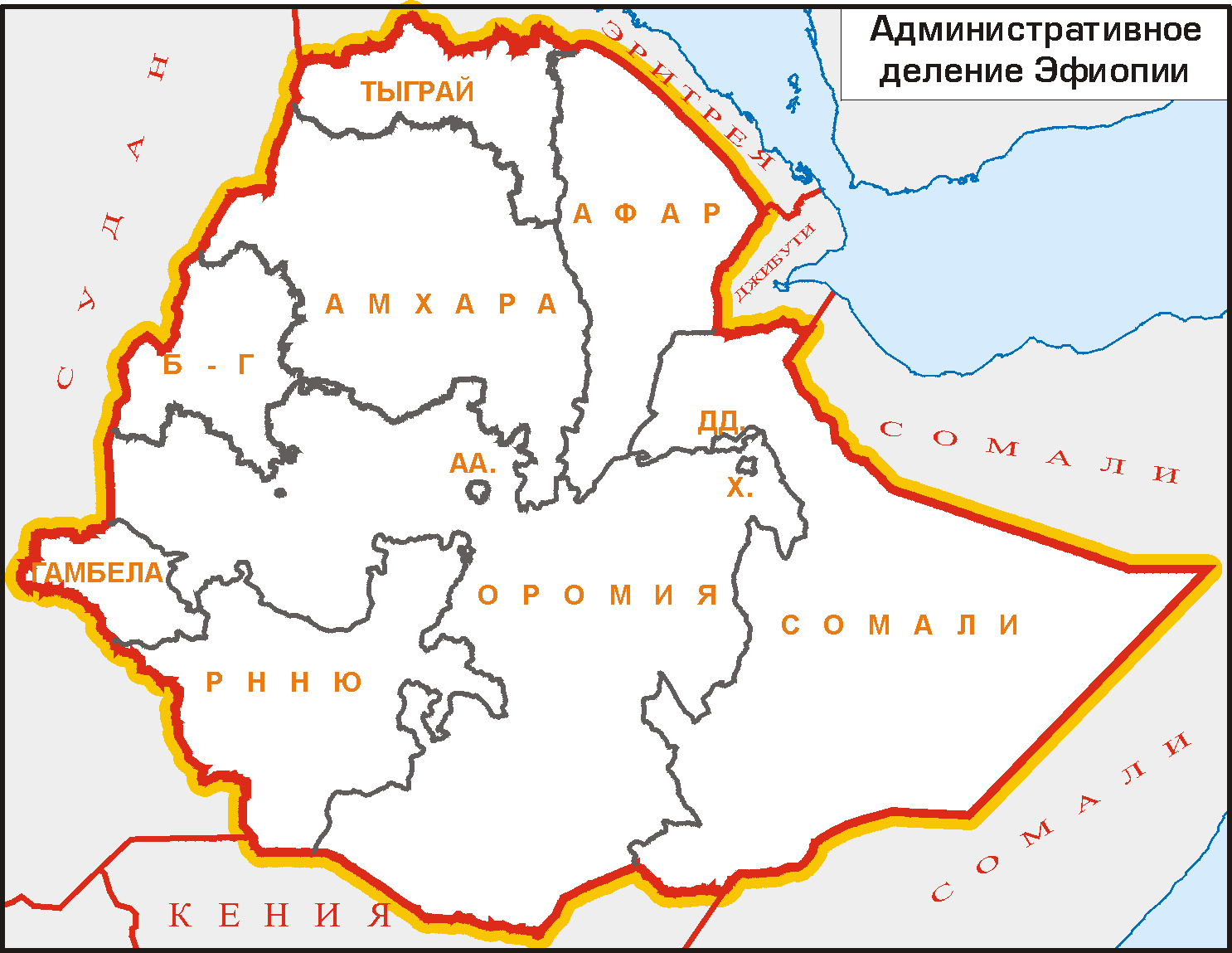
تقسيمات إثيوبيا الفرعية

تنقسم إثيوبيا إلى ولايات إقليمية ومدن مستأجرة ومناطق ومقاطعات وأجنحة .

## المناطق والمدن المستأجرة
تستند الدول الإقليمية العشر إلى الإقليمية العرقية واللغوية:
- ولاية عفر
- ولاية أمهرة
- ولاية بنيشنقول-قماز
- ولاية جامبيلا
- ولاية هراري
- ولاية أوروميا
- المنطقة الصومالية
- منطقة الأمم الجنوبية
- إقليم تيغراي
- ولاية سيداما

بالإضافة إلى ذلك، هناك مدينتان اتحاديتان :
- العاصمة اديس ابابا
- مدينه ديرة داوا

## المناطق
تنقسم المناطق العشر إلى 68 منطقة.

## المقاطعات
المقاطعات هي تقسيمات فرعية أصغر.

## بلديات
هم أصغر تقسيم إداري.